# Volotea
Volotea Airlines — испанская бюджетная авиакомпания, основанная в 2011 году и начавшая полёты в марте 2012 года. Штаб-квартира расположена в Барселоне.
Рейсы авиакомпании выполняются во многие аэропорты Испании, Италии, Франции и Греции, а также в Мюнхен, Прагу и Сплит. 
По состоянию на январь 2021 года флот состоял из 24 самолётов Airbus A319-100.

## История
Volotea была основана компанией Alaeo S.L. в Барселоне. Владельцами являются бывшие основатели Vueling Карлос Муньос и Ласаро Рос. Название «Volotea» происходит от испанского глагола «revolotear», что в переводе означает «летать». Volotea начала свою работу 5 апреля 2012 года из аэропорта Венеции Марко Поло.
В связи с конституционным кризисом в Испании в 2017–2018 годах в 2017 году Volotea сменила штаб-квартиру на аэропорт Астурии (исп.).

## Текущий флот
По состоянию на январь 2021 года флот Volotea состоит из следующих самолетов:
| Тип самолёта    | Количество | Заказано |
| --------------- | ---------- | -------- |
| Airbus A319-100 | 20         | -        |
| Airbus A320-200 | 21         | -        |